# Джміль вересовищний
Джміль вересовищний, джміль малий вересовищний (Bombus jonellus) — вид комах ряду перетинчастокрилих, що поширений в Європі і Північній Азії, а також Північній Америці.

## Короткий опис імаго
Короткохоботковий. Довжина тіла фертильної самки сягає приблизно 16 мм, а самців та робочих особин 12 мм. Середній розмах крил фертильної самки становить 29 мм.  Передньоспинка, задньоспинка (розділені перев'язкою з чорних волосків)  та 1-й іноді і 2-й тергіт черевця самок (фертильних і стерильних) вкриті жовтими волосками (в самців жовтими волосками вкриті 1-й та 2-й тергіти). 2-й та 3-й тергіти черевця вкриті чорними волосками, а решта тергітів черевця - білими. Голова має чорне забарвлення, окрім верхівки, що вкрита жовтими волосками (в самців волосків більше). Трапляються також меланізовані форми самок, а також форми (іноді класифікуються як підвид), які розрізняються за часткою жовтого опушення і за коричневими волосками поміж білими на черевці. Серед них B. j. hebridensis (ендемік Гебридських островів), B. j. monapiae та B. j. vogtii.

## Особливості біології та місця проживання
Гніздиться вересовищний джміль у таких біотопах: сади, луги, вересовища. Живиться пилком і нектаром і відповідно є запилювачем конюшини, лядвенця рогатого, брусниці звичайної, деяких представників триби Cardueae та багатьох інших рослин. 
Гнізда будує над землею та під землею, в останніх налічується від 50 до 120 робочих особин. Дає одне або два покоління в рік.

## Поширення
B. jonellus  трапляється в більшості країн Європи і більшій частині північної Азії. У Скандинавії та Росії межі Євразійської частини ареалу перетинають Північне полярне коло.   У південній Європі, ареал теж неоднорідний, і обмежується  горами. Східною межею Євразійської частини ареалу B. jonellus є Анадирська затока Берингового моря. 
Північноамериканська частина ареалу охоплює територію Канади, на схід до Гудзонової затоки і Аляску.
На території України цей вид трапляється у зоні мішаних лісів.